# Filharmonia Łódzka im. Artura Rubinsteina

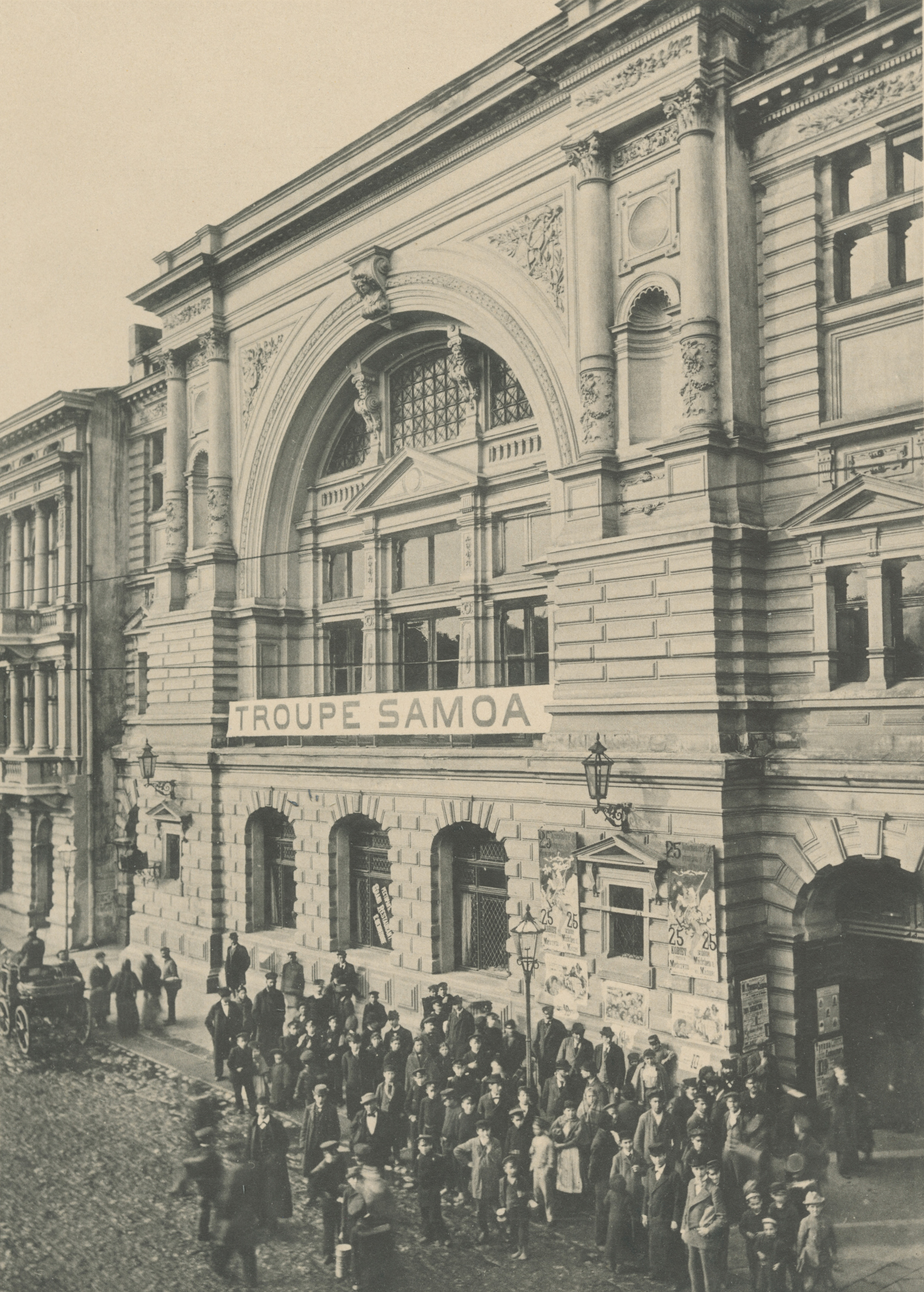
Dom Koncertowy Ignacego Vogla (fot. Bronisław Wilkoszewski, 1896)

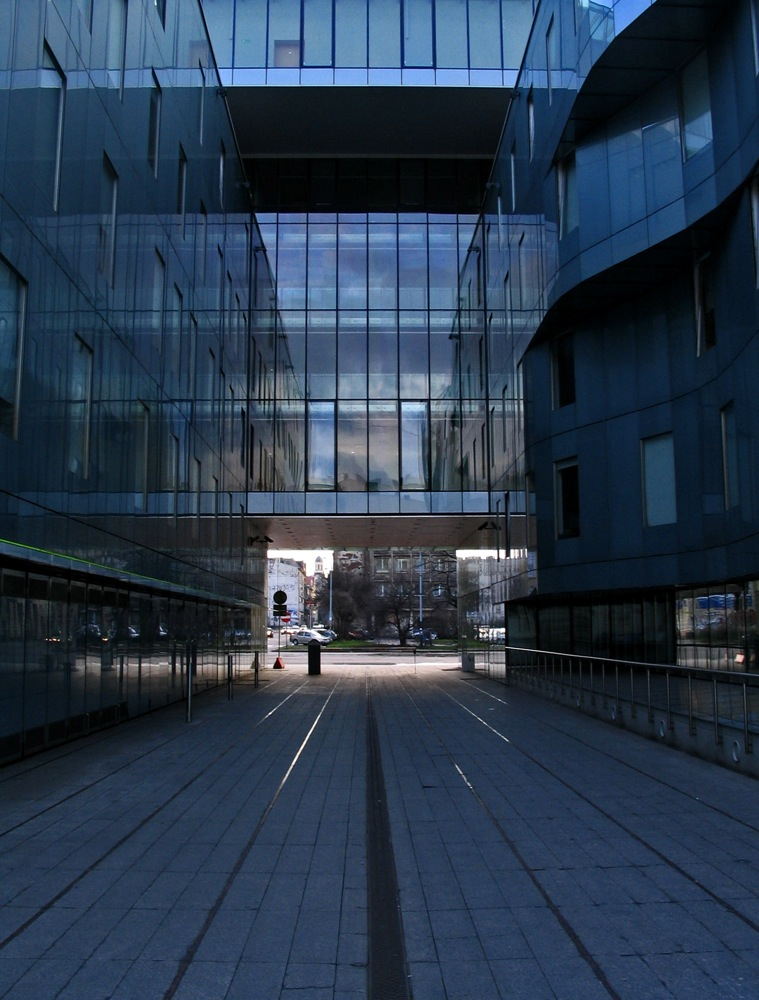
Dziedziniec Filharmonii

Filharmonia Łódzka im. Artura Rubinsteina – instytucja kultury oficjalnie utworzona zarządzeniem Ministra Kultury i Sztuki z dnia 21 listopada 1949 roku.
Jej protoplastą była, powstała w 1915 roku, Łódzka Orkiestra Symfoniczna. Filharmonia Łódzka im. Artura Rubinsteina jest instytucją kultury Samorządu Województwa Łódzkiego. Pieczę nad nią sprawuje Marszałek Województwa Łódzkiego. 20 marca 2019 minister kultury i dziedzictwa narodowego prof. Piotr Gliński i marszałek województwa łódzkiego Grzegorz Schreiber podpisali umowę o współprowadzeniu Filharmonii Łódzkiej.

## Historia
Pierwszy koncert Łódzkiej Orkiestry Symfonicznej odbył się 17 lutego 1915 roku w ówczesnym Teatrze Wielkim przy ul. Konstantynowskiej (dziś ul. Legionów 14-16). Założycielem i pierwszym dyrygentem był Tadeusz Mazurkiewicz. W pierwszym składzie znaleźli się m.in. Paweł Klecki, wtedy dobrze zapowiadający się skrzypek i późniejszy dyrygent, oraz Aleksander Tansman, kompozytor.
W pierwszych latach działalności próby orkiestry odbywały się w lokalu żydowskiego Stowarzyszenia Śpiewaczego „Hazomir”, a koncerty w Teatrze Wielkim oraz w Domu Koncertowym Vogla przy ul. Dzielnej 18 (dziś ul. Gabriela Narutowicza 20). Dom Koncertowy Vogla, w miejscu którego znajduje się współczesna siedziba, został wzniesiony w latach 1883–1887 według projektu architekta Otto Gehliga.
Po II wojnie światowej stała się Miejską Filharmonią. Od 1949 roku Państwową Filharmonią w Łodzi. Od 1984 roku nosi imię Artura Rubinsteina. 4 czerwca 1948 roku udostępniono Filharmonii świeżo odrestaurowany gmach przy ul. Narutowicza 20.
W latach 90. XX w., z powodu b. złego stanu technicznego budynku, czasowo przeprowadzona do tymczasowej siedziby przy ul. Piotrkowskiej 243 mieszczącej się w budynku sali koncertowej Łódzkiego Męskiego Towarzystwa Śpiewaczego. Gościnnie koncerty odbywały się także w Kościele Ewangelickim św. Mateusza. 10 grudnia 2004 roku otwarto nowy gmach Filharmonii zbudowany w miejscu starego, który uległ całkowitej rozbiórce (zdobył II nagrodę w konkursie „Budowa Roku 2004” oraz Nagrody SARP za najlepszy obiekt architektoniczny wzniesiony ze środków publicznych za rok 2004). Budynek, którego projektantem był krakowski architekt Romuald Loegler, nawiązuje do charakteru Sali Koncertowej Ignacego Vogla z przełomu XIX i XX wieku. Znajdują się w nim panoramiczne windy, szklane ściany, eliptyczne klatki schodowe oraz podziemny garaż. Sala koncertowa liczy ponad 650 miejsc, a znajdująca się pod ziemią sala kameralna może pomieścić 120 osób. Do dyspozycji występujących gościnnie artystów przygotowano pokoje hotelowe.
W dniach 13–21 lutego 2015 r. odbył się cykl koncertów uświetniających stulecie Filharmonii, które dały okazję zaprezentowania melomanom nowego nabytków – organów. Na instrument składają się 2 części: organy barokowe i romantyczne. Takiej konstrukcji instrumentu nie ma w żadnej polskiej filharmonii. Z okazji Jubileuszu 100-lecia Filharmonia została odznaczona Złotym Medalem „Zasłużeni Kulturze Gloria Artis”. Odznaczenie wręczyła 20 lutego 2015 r. przed koncertem przewodnicząca sejmowej komisji kultury poseł Iwona Śledzińska-Katarasińska.
100–lecie istnienia Filharmonii Łódzkiej zainaugurowano koncertem 13 lutego 2015 r. na którym wykonano monumentalne oratorium „Stworzenie świata” Josepha Haydna. Przed rozpoczęciem koncertu Kai Bumann, dyrygent gościnny Filharmonii Łódzkiej, został odznaczony Brązowym Medalem „Zasłużony Kulturze Gloria Artis”. 100–lecie istnienia Filharmonii Łódzkiej odbywało się pod patronatem Prezydenta RP Bronisława Komorowskiego. Prezydent z małżonką uczestniczyli w uroczystym koncercie 17 lutego 2015 r.
Koncerty w Filharmonii Łódzkiej prowadzili m.in. Walerian Bierdiajew, Zdzisław Birnbaum, Tomasz Bugaj, Henryk Czyż, Grzegorz Fitelberg, Zdzisław Górzyński, Vladimir Kiradjiev, Jan Krenz, Andrzej Markowski, Emil Młynarski, Paweł Przytocki, Andrzej Straszyński, Zdzisław Szostak i Michael Zilm.
Gościnnie występowali m.in. dyrygent, Hermann Abendroth (1924), Rosalia Chladek – austriacka tancerka, uczennica Emila Jaques’a-Dalcroze’a (1938) oraz pianista, Artur Rubinstein.
Orkiestra Filharmonii Łódzkiej dokonała wielu nagrań płytowych. Zarejestrowała m.in. II Symfonię Karola Szymanowskiego, V Symfonię Ludwiga van Beethovena, dzieło Carla Orffa – „Carmina Burana” oraz cykl najpiękniejszych arii operowych z udziałem światowej sławy sopranistki Teresy Wojtaszek-Kubiak. Od roku 1969 przy Filharmonii Łódzkiej działa 60 osobowy Chór Mieszany, w którego repertuarze znajduje się ponad 100 pozycji oratoryjno-kantatowych.

## Festiwal „Kolory Polski”
W okresie letnim Filharmonia organizuje festiwal letni „Kolory Polski” łączący muzykę ze zwiedzaniem zabytków regionu łódzkiego. Pierwsza edycja festiwalu miała miejsce w 1999 roku pod nazwą „Sieradzkie Lato Muzyczne”. Wówczas w klasztorze Sióstr Urszulanek w Sieradzu zorganizowane zostały cztery koncerty muzyki organowej i kameralnej. Zasięg festiwalu poszerzono o nowe miejscowości oraz zmieniono nazwę na Festiwal Muzyki Organowej i Kameralnej „Kolory Polski”. Od 2003 roku głównym organizatorem festiwalu jest Filharmonia Łódzka. Od 2006 roku, ze względu na coraz silniejszy akcent turystyczny, impreza nosi nazwę Wędrownego Festiwalu Filharmonii Łódzkiej „Kolory Polski”. W 2009 roku miała miejsce jubileuszowa 10. edycja festiwalu. Pomysłodawcą, organizatorem oraz dyrektorem festiwalu jest Tomasz Bęben.
Miejsca organizacji festiwalu:
- Sieradz – klasztor Sióstr Urszulanek oraz Kolegiata pw. Wszystkich Świętych
- Lutomiersk – klasztor księży Salezjanów
- Warta – klasztor OO. Bernardynów
- Sulejów – romańskie Opactwo Cystersów pw. św. Tomasza
- Tum – Archikolegiata pw. NMP i św. Aleksego
- Inowłódz – kościół św. Idziego
- Łęczyca – Klasztor OO. Bernardynów
- Nieborów – Pałac; Muzeum w Nieborowie i Arkadii – oddział Muzeum Narodowego w Warszawie
- Szadek – kościół parafialny pw. Wniebowzięcia NMP i św. Jakuba Apostoła
- Łowicz – Muzeum w Łowiczu – Kaplica pomisjonarska, Bazylika
- Uniejów – Muzeum–Zamek
- Tubądzin – Muzeum Walewskich
- Ożarów – Muzeum Wnętrz Dworskich – Oddział Muzeum Ziemi Wieluńskiej
- Łask – kolegiata Niepokalanego Poczęcia Najświętszej Maryi Panny i św. Michała Archanioła
- Oporów – Muzeum–Zamek
- Bedoń Przykościelny – Kościół pw. Matki Boskiej Królowej Polski
- Studzianna-Poświętne – Bazylika Matki Boskiej Świętorodzinnej
- Poddębice – Pałac (Dom Kultury), Kościół św. Katarzyny Męczennicy w Poddębicach
- Rogów – Arboretum SGGW
- Wielgomłyny – Klasztor OO. Paulinów
- Lipce Reymontowskie – Muzeum Mazowsza Zachodniego – Zagroda Ludowa
- Dobroń – kościół św.Wojciecha
- Radomsko – Metalurgia Nieruchomości (Radomszczańskie Centrum Biznesu)